# Kazimierz Fuhrman
Kazimierz Fuhrman, po wojnie Marek Lachowicz vel Kazimierz Czekański, pseud.: Bratek, Zaczep, Bączek, Kazik (ur. 1 stycznia 1917 w Sanoku, zm. 17 września 1978 w Warszawie) – porucznik łączności  Wojska Polskiego, cichociemny, szef V Wydziału Okręgu Wołyń Armii Krajowej od października 1943 roku.

## Życiorys
Urodził się 1 stycznia 1917 w Sanoku jako syn Andrzeja (właściciel restauracji) i Stefanii z domu Sołtysik (1885–1944). Ukończył Szkołę Podoficerów Piechoty dla Małoletnich Nr 2 w Śremie. Służył jako podoficer zawodowy w 53 pułku piechoty Strzelców Kresowych.
Po wybuchu II wojny światowej w kampanii wrześniowej 1939 walczył w swoim pułku. 20 września został ranny pod Lelechówką-Brzuchowicami walcząc w ochronie sztabu frontu południowego. Po agresji ZSRR na Polskę 29 listopada 1939 roku został aresztowany przez NKWD i wywieziony na Wschód. W marcu 1942 roku wstąpił do Armii Andersa, został przydzielony do 24 pułku piechoty 8 Dywizji Piechoty, w którym był szefem kompanii. Jednocześnie uczył się w Szkole Podchorążych. We wrześniu 1942 roku dotarł do Wielkiej Brytanii, gdzie został przydzielony do Sekcji Dyspozycyjnej Naczelnego Wodza. Po przeszkoleniu ze specjalnością w łączności radiowej został zaprzysiężony 10 lipca 1943 roku i przeniesiony do Oddziału VI Sztabu Naczelnego Wodza. Został zrzucony w Polsce w nocy z 14 na 15 września 1943 w ramach operacji lotniczej o kryptonimie „Neon 7”. Dostał przydział do Oddziału V Okręgu Wołyń AK jako oficer radiołączności, a następnie szef łączności 27 Wołyńskiej Dywizji Piechoty. Od 11 kwietnia 1944 roku walczył jako dowódca III baonu 50 pułku piechoty. Został awansowany na porucznika 3 maja 1944 roku.
Ożenił się z Pauliną Kinasz, z którą miał syna Andrzeja (ur. 1940). 25 lipca 1944 Fuhrmann zmienił nazwisko na Lachowicz i podjął pracę jako geodeta. Wielokrotnie zmieniał miejsca zamieszkania. Ostatnim miastem jego życia był Płock. W 1947 przed Sądem Grodzkim w Lubaniu, na wniosek Pauliny Fuhrmann, zamieszkałej w Nikorsku, toczyło się postępowanie sądowe o uznanie za zmarłego (dosł.) Kazimierza Fuhrmanna, który przebywał po raz ostatni w miejscowości Nachodka Buchta, Budionowskij rejon, Prymorskij Kraj i od dnia 28 maja 1941 nie dawał znaku życia.
Marek Lachowicz był inwigilowany przez UB od 1953 roku, gdy zwierzył się kolegom ze Śremu o swojej przeszłości. Był więziony pod zarzutem fałszowania danych geodezyjnych. Podjął współpracę z SB jako TW „Kazik”, pobierając w latach 1958–1968 z tego tytułu wynagrodzenie. W 1969 roku SB zaniechała współpracy z Lachowiczem. Bezskutecznie usiłowano wykorzystać go do kombinacji operacyjnych, służących nawiązaniu kontaktów z pracownikami brytyjskiej ambasady czy „godnymi uwagi” osobami zamieszkałymi w Anglii.
Marek Lachowicz był autorem Wspomnień cichociemnego, wstęp i opracowanie naukowe Krzysztof A. Tochman, wydane w 2011 przez Instytut Pamięci Narodowej KŚZpNP oddział w Rzeszowie (ISBN 978-83-7629-309-7).
Zmarł 17 września 1978 jako Marek Lachowicz. Pod tym nazwiskiem został pochowany na cmentarzu komunalnym Północnym w Warszawie.

## Ordery i odznaczenia
- Krzyż Srebrny Orderu Virtuti Militari nr 13485[7]
- Krzyż Walecznych (za odwagę i poświęcenie, od gen. Kazimierza Sosnkowskiego, w czasie bitwy pod Lelechówką-Brzuchowicami).